# Vitor Hugo dos Santos
Vitor Hugo dos Santos, född 1 februari 1996, är en friidrottare från Brasilien. Han deltog vid olympiska sommarspelen 2016.